# یوهان آنکر
یوهان آنکر (انگلیسی: Johan Anker; ۲۸ ژوئن ۱۸۷۱ – ۲ اکتبر ۱۹۴۰) قایقران قایق بادبانی اهل نروژ بود.